# Péter Sidi
Péter Sidi (Komárom, 11 de septiembre de 1978) es un deportista húngaro que compite en tiro, en la modalidad de rifle (desde 2024 representa a Rumanía).
Ganó cuatro medallas en el Campeonato Mundial de Tiro entre los años 2002 y 2010, y diecinueve medallas en el Campeonato Europeo de Tiro entre los años 2000 y 2025.
Participó en cinco Juegos Olímpicos de Verano, entre los años 2000 y 2016, ocupando el sexto lugar en Pekín 2008 (rifle 10 m), el sexto en Londres 2012 (rifle en tres posiciones 50 m) y el quinto en Río de Janeiro 2016 (rifle 10 m).

## Palmarés internacional
| Representando a Hungría |                       |                   |                             |
| Campeonato Mundial      |                       |                   |                             |
| Año                     | Lugar                 | Medalla           | Prueba                      |
| 2002                    | Lahti (Finlandia)     | Medalla de bronce | Rifle 3 posiciones 50 m     |
| 2006                    | Zagreb (Croacia)      | Medalla de plata  | Rifle en pos. tendida 300 m |
| 2010                    | Múnich (Alemania)     | Medalla de oro    | Rifle 3 posiciones 50 m     |
| 2010                    | Múnich (Alemania)     | Medalla de plata  | Rifle 10 m                  |
| Campeonato Europeo      |                       |                   |                             |
| Año                     | Lugar                 | Medalla           | Prueba                      |
| 2000                    | Múnich (Alemania)     | Medalla de bronce | Rifle 10 m                  |
| 2001                    | Pontevedra (España)   | Medalla de plata  | Rifle 10 m                  |
| 2002                    | Salónica (Grecia)     | Medalla de oro    | Rifle 10 m                  |
| 2004                    | Győr (Hungría)        | Medalla de oro    | Rifle 10 m                  |
| 2009                    | Osijek (Croacia)      | Medalla de oro    | Rifle 3 posiciones 300 m    |
| 2009                    | Osijek (Croacia)      | Medalla de oro    | Rifle 3 posiciones 50 m     |
| 2010                    | Meråker (Noruega)     | Medalla de plata  | Rifle 10 m                  |
| 2011                    | Brescia (Italia)      | Medalla de oro    | Rifle 10 m                  |
| 2011                    | Belgrado (Serbia)     | Medalla de oro    | Rifle 3 posiciones 50 m     |
| 2011                    | Belgrado (Serbia)     | Medalla de plata  | Rifle 3 posiciones 300 m    |
| 2011                    | Belgrado (Serbia)     | Medalla de plata  | Rifle estándar 300 m        |
| 2015                    | Maribor (Eslovenia)   | Medalla de oro    | Rifle 3 posiciones 300 m    |
| 2015                    | Maribor (Eslovenia)   | Medalla de bronce | Rifle estándar 300 m        |
| 2017                    | Bakú (Azerbaiyán)     | Medalla de bronce | Rifle 3 posiciones 300 m    |
| 2019                    | Lonato (Italia)       | Medalla de bronce | Rifle 3 posiciones 300 m    |
| Representando a Rumania |                       |                   |                             |
| Campeonato Europeo      |                       |                   |                             |
| Año                     | Lugar                 | Medalla           | Prueba                      |
| 2024                    | Osijek (Croacia)      | Medalla de oro    | Rifle 3 posiciones 300 m    |
| 2024                    | Osijek (Croacia)      | Medalla de bronce | Rifle en pos. tendida 300 m |
| 2025                    | Châteauroux (Francia) | Medalla de oro    | Rifle 3 posiciones 300 m    |
| 2025                    | Châteauroux (Francia) | Medalla de oro    | Rifle estándar 300 m        |